# Allodia pyxidiiformis
Allodia pyxidiiformis är en tvåvingeart som beskrevs av Zaitzev 1983. Allodia pyxidiiformis ingår i släktet Allodia och familjen svampmyggor. Arten är reproducerande i Sverige. Inga underarter finns listade i Catalogue of Life.